# Liste des chefs du gouvernement du Mali
Ce tableau dresse la liste des chefs du gouvernement du Mali.

## Liste
- Union soudanaise - Rassemblement démocratique africain
- Union démocratique du peuple malien
- Alliance pour la démocratie au Mali - Parti africain pour la solidarité et la justice
- Rassemblement pour le développement du Mali
- Parti Yéléma
- Rassemblement pour le Mali
- Alliance pour la Solidarité au Mali–Convergence des forces patriotiques
- Mouvement patriotique pour le renouveau
- Indépendant
- Militaire

| N°                        | Nom | Nom                                             | Mandat            | Mandat            | Parti       |
| N°                        | Nom | Nom                                             | Début             | Fin               | Parti       |
| ------------------------- | --- | ----------------------------------------------- | ----------------- | ----------------- | ----------- |
| Président du gouvernement |     |                                                 |                   |                   |             |
| 1                         |     | Yoro Diakité (1932-1973)                        | 19 novembre 1968  | 18 septembre 1969 | Militaire   |
| Poste aboli               |     |                                                 |                   |                   |             |
| Premier ministre          |     |                                                 |                   |                   |             |
| 2                         |     | Mamadou Dembélé (1934-2016)                     | 6 juin 1986       | 6 juin 1988       | UDPM        |
| Poste aboli               |     |                                                 |                   |                   |             |
| 3                         |     | Soumana Sako (né en 1950) (Transition)          | 2 avril 1991      | 9 juin 1992       | Indépendant |
| 4                         |     | Younoussi Touré (1941-2022)                     | 9 juin 1992       | 12 avril 1993     | Adéma-PASJ  |
| 5                         |     | Abdoulaye Sékou Sow (1931-2013)                 | 12 avril 1993     | 2 février 1994    | Adéma-PASJ  |
| 6                         |     | Ibrahim Boubacar Keïta (1945-2022)              | 4 février 1994    | 14 février 2000   | Adéma-PASJ  |
| 7                         |     | Mandé Sidibé (1940-2009)                        | 15 février 2000   | 18 mars 2002      | Adéma-PASJ  |
| 8                         |     | Modibo Keïta (1942-2021)                        | 18 mars 2002      | 9 juin 2002       | Adéma-PASJ  |
| 9                         |     | Ahmed Mohamed ag Hamani (né en 1942)            | 9 juin 2002       | 30 avril 2004     | Indépendant |
| 10                        |     | Ousmane Issoufi Maïga (né en 1946)              | 30 avril 2004     | 27 septembre 2007 | Indépendant |
| 11                        |     | Modibo Sidibé (né en 1952)                      | 28 septembre 2007 | 3 avril 2011      | Indépendant |
| 12                        |     | Cissé Mariam Kaïdama Sidibé (1948-2021)         | 3 avril 2011      | 22 mars 2012      | Indépendant |
| 13                        |     | Modibo Diarra (né en 1952) (transition)         | 17 avril 2012     | 11 décembre 2012  | RPDM        |
| 14                        |     | Diango Cissoko (1948-2022) (transition)         | 11 décembre 2012  | 5 septembre 2013  | Indépendant |
| 15                        |     | Oumar Tatam Ly (né en 1963)                     | 5 septembre 2013  | 5 avril 2014      | Indépendant |
| 16                        |     | Moussa Mara (né en 1975)                        | 5 avril 2014      | 9 janvier 2015    | Yéléma      |
| 17                        |     | Modibo Keïta (1942-2021)                        | 9 janvier 2015    | 10 avril 2017     | Adéma-PASJ  |
| 18                        |     | Abdoulaye Idrissa Maïga (né en 1958)            | 10 avril 2017     | 30 décembre 2017  | RPM         |
| 19                        |     | Soumeylou Boubèye Maïga (1954-2022)             | 30 décembre 2017  | 23 avril 2019     | ASMA-CFP    |
| 20                        |     | Boubou Cissé (né en 1974)                       | 23 avril 2019     | 18 août 2020      | Indépendant |
| 21                        |     | Moctar Ouane (né en 1955) (transition)          | 28 septembre 2020 | 24 mai 2021       | Indépendant |
| 22                        |     | Choguel Kokalla Maïga (né en 1958) (transition) | 7 juin 2021       | 21 août 2022      | MPR         |
| 23                        |     | Abdoulaye Maïga (né en 1981) (transition)       | 21 août 2022      | 5 décembre 2022   | Militaire   |
| 24                        |     | Choguel Kokalla Maïga (né en 1958) (transition) | 5 décembre 2022   | 20 novembre 2024  | MPR         |
| 25                        |     | Abdoulaye Maïga (né en 1981) (transition)       | 21 novembre 2024  | en fonction       | Militaire   |